# Coriolano (Nicolini)
Coriolano, ossia L'assedio di Roma è un'opera in due atti di Giuseppe Nicolini, su libretto scritto da Luigi Romanelli. La prima rappresentazione ebbe luogo al Teatro alla Scala di Milano il 26 dicembre 1808.

## Trama
L'azione viene rappresentata entro le mura di Roma e nei suoi dintorni
L'opera narra di Gaio Coriolano, patrizio, che, calunniato dall'infido tribuno della plebe Sicinio, è costretto all' esilio, nonostante gli immensi servizi resi allo Stato. Furibondo per la condanna, si rifugia presso i Volsci, che pure aveva vinto in battaglia, alleandosi con il loro leader Azzio, che,  sotto mentite spoglie, è proprio l'istigatore della furia popolare di Sicinio contro Roma. Questa, minacciata, decide di inviare Veturia e Volumnia, madre e moglie del generale, assieme al figlioletto di questi, per dissuaderlo dai suoi intenti ostili. Commosso dalla miserevole scena dei parenti supplici, Coriolano toglie l'assedio a Roma, concludendosi tutto in giubilo.

## Struttura musicale
- Sinfonia

### Atto I
- N. 1 - Introduzione Lascia del Tebro i lidi (Coro, Azzio)
- N. 2 - Cavatina di Sicinio Piange il Tebro, e mesto addita
- N. 3 - Coro e Cavatina di Veturia Ramingo ed esule - Vedrei con alma intrepida
- N. 4 - Coro e Duetto fra Coriolano e Volumnia Ecco il Patrizio altero - Fra i perigli onor mi chiama
- N. 5 - Coro Si assolva un reo che tante
- N. 6 - Cavatina di Azzio Più che il vento discordia veloce
- N. 7 - Duetto fra Coriolano e Sicinio Tu mi ricerchi in fronte
- N. 8 - Ripresa del Coro ed Aria di Volumnia Ramingo ed esule - Cari figli, ah! non chiedete
- N. 9 - Finale I Presto all'armi (Volumnia, Coro, Veturia, Sempronio, Sicinio, Aquilio, Coriolano, Azzio)

### Atto II
- N. 10 - Introduzione seconda Chi serba l'antico (Coro)
- N. 11 - Aria di Volumnia Pria che sposa io fui Romana (Volumnia, Coro)
- N. 12 - Cavatina di Sempronio Quando non val coraggio
- N. 13 - Terzetto fra Sicinio, Volumnia e Veturia Guerra mi fai col pianto
- N. 14 - Aria di Coriolano Lasciate alfin lasciate (Coriolano, Coro, Azzio)
- N. 15 - Cavatina di Veturia Mi turba mi affanna
- N. 16 - Aria di Sicinio Come frenar il pianto (Sicinio, Coro)
- N. 17 - Duetto fra Coriolano e Volumnia L'armi deponi, o caro
- N. 18 - Finale II Del mio materno affetto (Veturia, Volumnia, Coriolano, Coro)